# Attentato a Nahariya (1979)
L'attentato a Nahariya del 1979 (nome in codice usato dai suoi autori: Operazione Nasser) fu un raid compiuto da quattro militanti dell'organizzazione comunista palestinese Fronte per la Liberazione della Palestina (FLP) a Nahariya, in Israele, il 22 aprile 1979.
Il gruppo, composto da Abdel Majeed Asslan, Mhanna Salim al-Muayed e Ahmed al-Abras, e guidato dal sedicenne Samir Kuntar,  utilizzò una piccola barca da 55 CV per viaggiare da Tiro, in Libano, a Nahariya, in Israele. Durante l'attacco uccisero tre israeliani, tra cui un padre e due dei suoi figli piccoli. Un altro bambino venne accidentalmente soffocato nel tentativo di nasconderlo dagli aggressori. Kuntar e al-Abras vennero catturati, giudicati colpevoli di omicidio da un tribunale israeliano e condannati a diversi ergastoli.
Sia Kuntar che al-Abras furono in seguito liberati in accordi di scambio di prigionieri condotti tra Israele e organizzazioni militanti libanesi: al-Abras nel 1985 e Kuntar nel 2008.

## L'attacco

### Arrivo
Il 22 aprile 1979, un gruppo di quattro militanti del Fronte per la Liberazione della Palestina (FLP) entrò in Israele dal Libano in barca. Il gruppo era guidato da Samir Kuntar (nato nel 1962) e comprendeva Abdel Majeed Asslan (nato nel 1955), Mhanna Salim Al-Muayed (nato nel 1960) e Ahmed AlAbras (nato nel 1949), tutti membri del PLF sotto la guida di Abu Abbas. Il gruppo è partito dalla costa di Tiro, nel Libano meridionale, utilizzando un gommone motorizzato di 55 cavalli con una velocità massima di 88 km/h. Il loro obiettivo era attaccare Nahariya, a 10 chilometri dal confine libanese. Verso mezzanotte arrivarono a Nahariya.

### Uccisione di Eliyahu Shahar
Dopo essere arrivato sulla spiaggia di Nahariya, il gruppo seguì le istruzioni impartite a Beirut - che includevano trovare un agente di polizia e ucciderlo. Bussarono alla porta di una casa privata e chiamarono in arabo tramite il citofono, spaventando i residenti e inducendoli a chiamare la polizia. Poi, uccisero l'agente di polizia Eliyahu Shahar. Secondo la ricostruzione dell'incidente dei servizi di sicurezza israeliani, Shahar venne ucciso dopo essere sceso dal suo veicolo e aver sparato due colpi di avvertimento in aria. Il gruppo di Kuntar rispose con una massiccia raffica di armi da fuoco. Samir Kuntar si vantò di aver sparato da solo 30 proiettili in questo incidente.

### Raid in condominio e rapimento
Il gruppo entrò in un condominio al 61 di Jabotinsky Street pianificando di rapire due o tre persone e riportarle in Libano. Uno degli uomini del FLP, Abdel Majeed Asslan, fece irruzione nell'appartamento di Charles Shapiro, 34 anni, recente immigrato dal Sudafrica, dopo che le porte del suo appartamento erano state sparate. Shapiro, che era armato con un revolver calibro 22 magnum, uccise Asslan. Successivamente, il gruppo di Kuntar incontrò Moshe Sasson, un residente che stava cercando di raggiungere il rifugio antiaereo dell'edificio portando con sé le sue due giovani figlie. Kuntar spinse Sasson e gli sbatté una pistola nella parte posteriore del cranio. Tuttavia, Sasson scappò quando le luci del corridoio si spensero improvvisamente e si nascose sotto un'auto parcheggiata. I tre militanti rimasti fecero quindi irruzione nell'appartamento della famiglia Haran. Presero in ostaggio il 31enne Danny Haran insieme a sua figlia di quattro anni, Einat. La madre, Smadar Haran, riuscì a nascondersi in un vespaio sopra la camera da letto con la figlia Yael di due anni e una vicina, la moglie di Sasson.

### Sparatoria sulla spiaggia
Secondo testimoni oculari e rapporti forensi, Kuntar sparò a Danny a distanza ravvicinata alla schiena, davanti a sua figlia, e poi uccise la ragazza Einat, sbattendole il cranio contro le rocce con il calcio del suo fucile.
Il gruppo di Kuntar portò poi Danny ed Einat sulla spiaggia, dove iniziò una sparatoria con i poliziotti israeliani e una squadra sopraggiunta di soldati dell'élite delle forze speciali Sayeret Golani.
Secondo i testimoni oculari, quando il gruppo di Kuntar scoprì che il gommone in cui erano arrivati era stato disattivato da colpi di arma da fuoco, Kuntar sparò a Danny a distanza ravvicinata alla schiena, davanti a sua figlia, e lo annegò in mare per assicurarsi che fosse morto. Successivamente, secondo le prove forensi e la testimonianza al tribunale dei testimoni oculari, Kuntar uccise la ragazza spaccandole il cranio contro le rocce con il calcio del suo fucile. Smadar Haran soffocò accidentalmente Yael a morte mentre cercava di calmare i suoi piagnucolii, che avrebbero rivelato il loro nascondiglio. Un secondo militante, Mhanna Salim Al-Muayed, venne ucciso nella sparatoria sulla spiaggia. Kuntar e il quarto membro del gruppo, Ahmed Assad Abras, vennero catturati.

### Vittime
Le quattro vittime israeliane dell'attacco furono:
- L'agente di polizia Eliyahu Shahar (24 anni);[1]
- Danny Haran (32 anni);[1]
- Einat Haran, la figlia di 4 anni di Danny;[1]
- L'altra figlia di Danny, Yael, di due anni, che è stata accidentalmente soffocata da sua madre, che stava cercando di mantenere la ragazza tranquilla mentre si nascondevano dai terroristi.[1]

## Ritorsione
Il giorno dopo l'attacco, le cannoniere della marina israeliana bombardarono Nahr al-Bared, un campo profughi palestinese a Beirut descritto da un portavoce militare israeliano come una delle principali basi del FLP. Il bombardamento durò un'ora e, secondo quanto riportato, tre civili rimasero uccisi.
Il 19 dicembre 2015, l'attentatore Kuntar, che era stato liberato nel 2008 in uno scambio di prigionieri tra Israele ed Hezbollah (in Libano Kuntar era da molti considerato come un eroe nazionale), venne ucciso da un'esplosione che distrusse un edificio residenziale di sei piani a Jaramana, nella periferia di Damasco. Hezbollah e l'agenzia statale di stampa araba siriana riferirono che l'edificio era stato distrutto da un missile aria-superficie lanciato dall'aeronautica israeliana.